# امامزاده یحیی و بی‌بی شهربانو
امامزاده یحیی و بی بی شهربانو مربوط به دوره صفوی - دوره قاجار است و در شهرستان ساوجبلاغ، روستای دوزعنبر واقع شده و این اثر در تاریخ ۸ خرداد ۱۳۸۰ با شمارهٔ ثبت ۳۸۹۳ به‌عنوان یکی از آثار ملی ایران به ثبت رسیده است.